# M/S MyStar
M/S MyStar är en färja som 
är byggd av Rauma Marine Constructions i Finland och seglar för rederiet Tallink. Fartyget sattes i trafik på rutten Tallinn - Helsingfors den 13 december 2022. Det kan ta 2 800 passagerare och har en maxfart på 27 knop.   Fartyget kan köra både på flytande naturgas och dieselbränsle.

## Historia
Fartyget var vid beställningen det största fartyget som Rauma Marine Constructions tillverkat. Fartygets namn Mystar utsågs genom en tävling där resenärer kunde skicka in förslag på vad fartyget skulle heta. Fartygets gudmor är den tidigare estländska presidenten Kersti Kaljulaid. Fartyget var från början planerad att sättas i trafik i början av 2022 men försenades till slutet av året och blev en förlustaffär för varvet på grund av ökande kostnader till följd av bland annat covid-19-pandemin och rysk-ukrainska kriget. Det kostade 349 miljoner euro att bygga.

## Bildgalleri

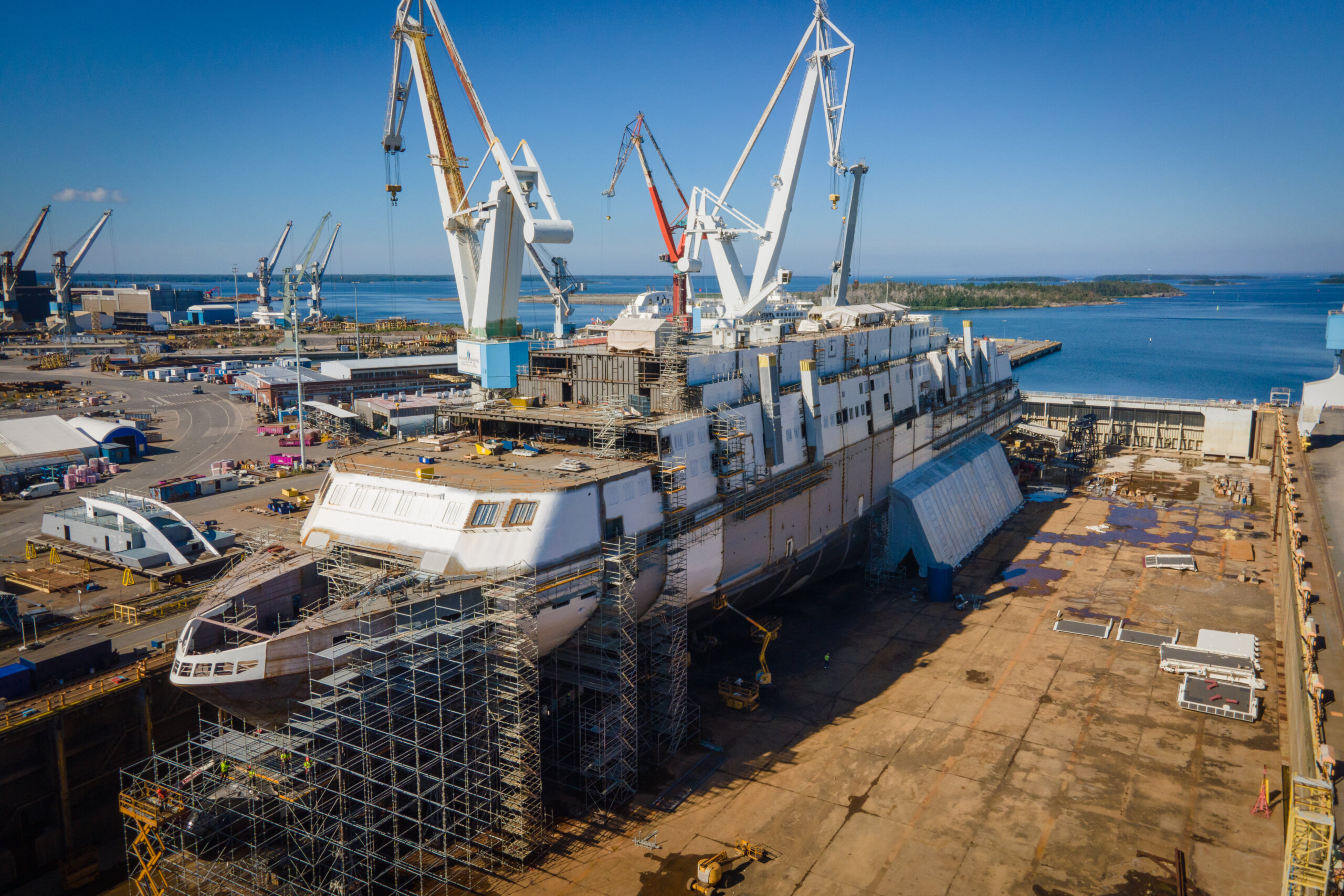
Tillverkning av fartyget
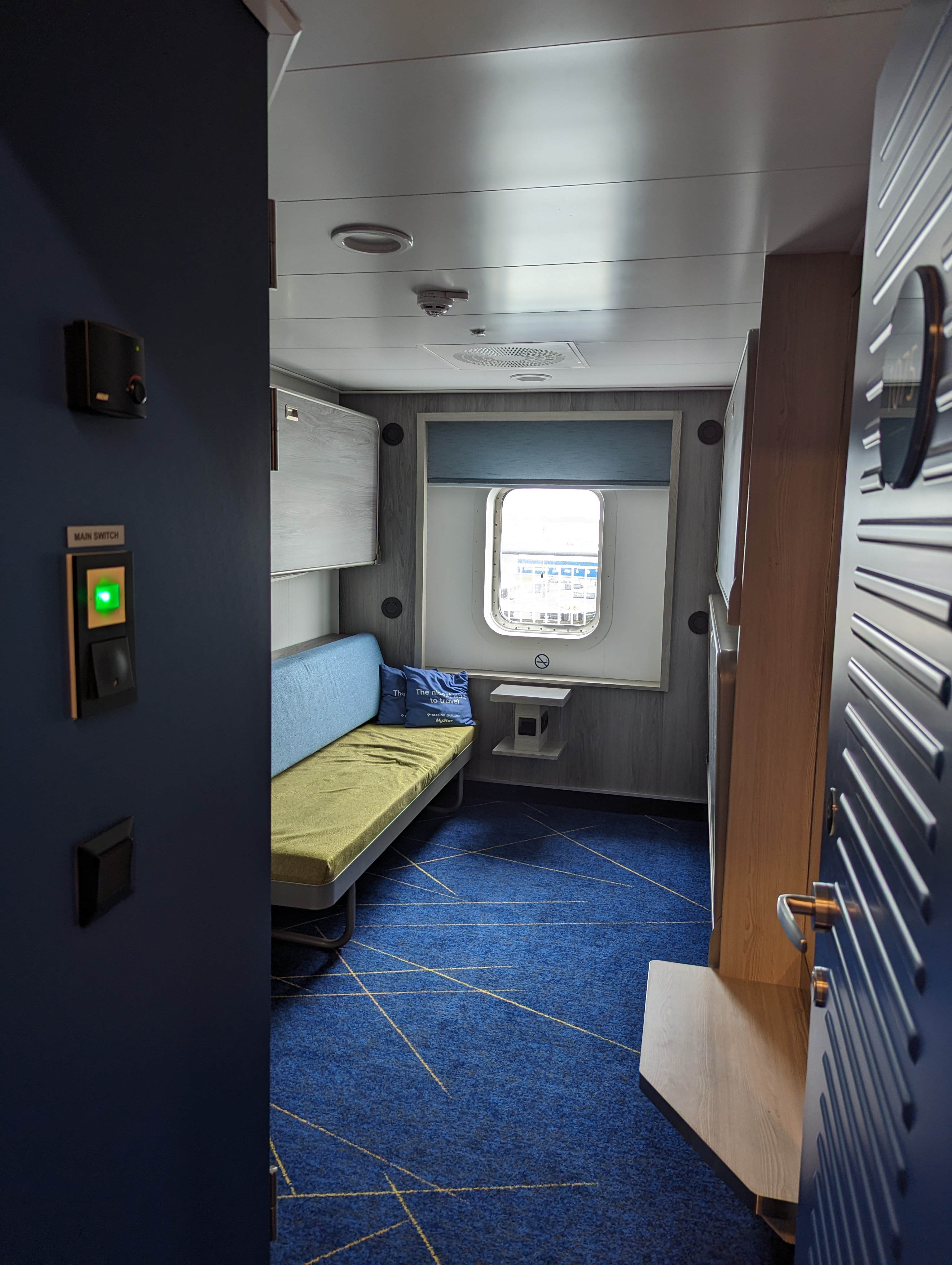
A-hytt
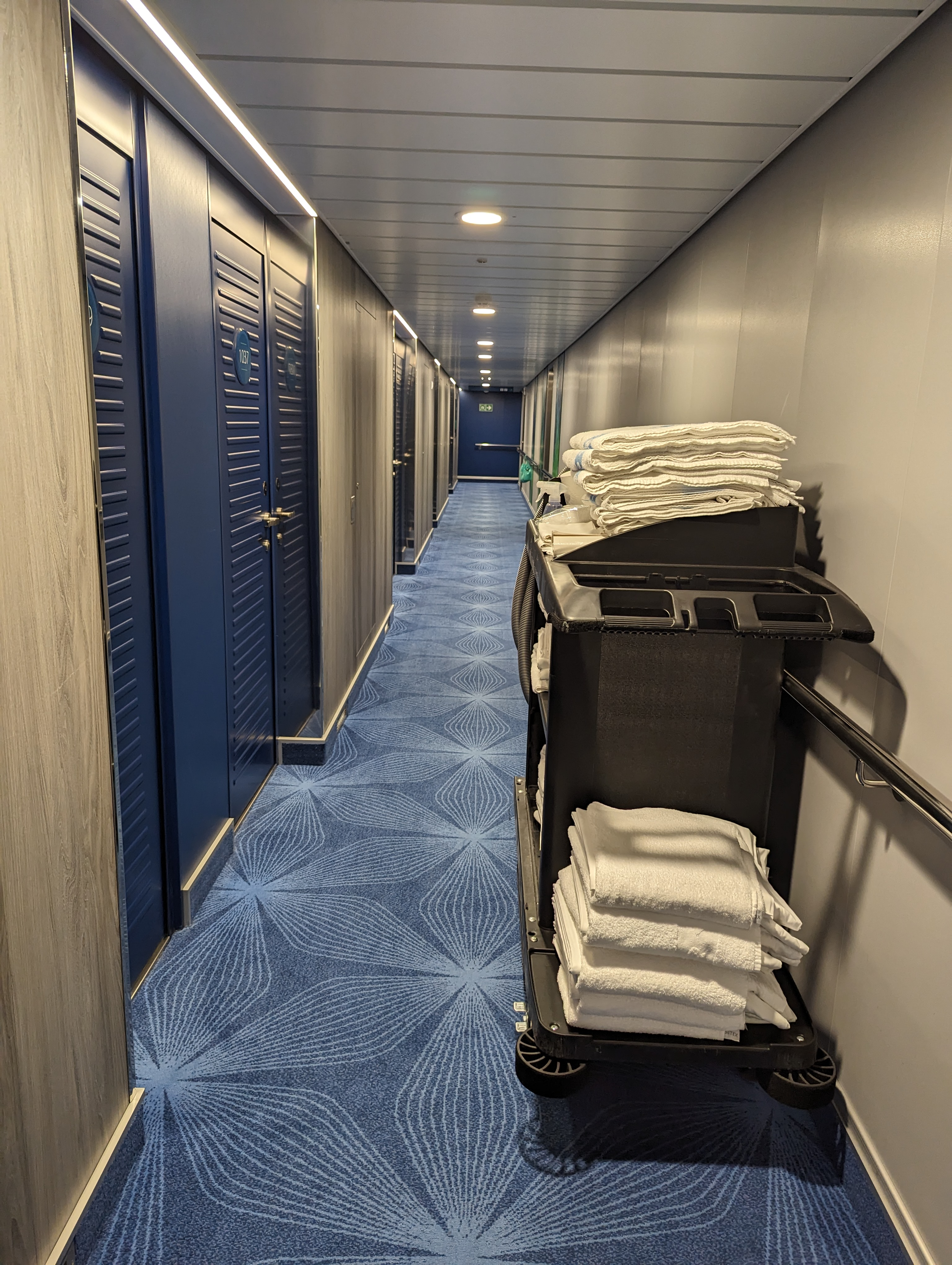
Hyttkorridor
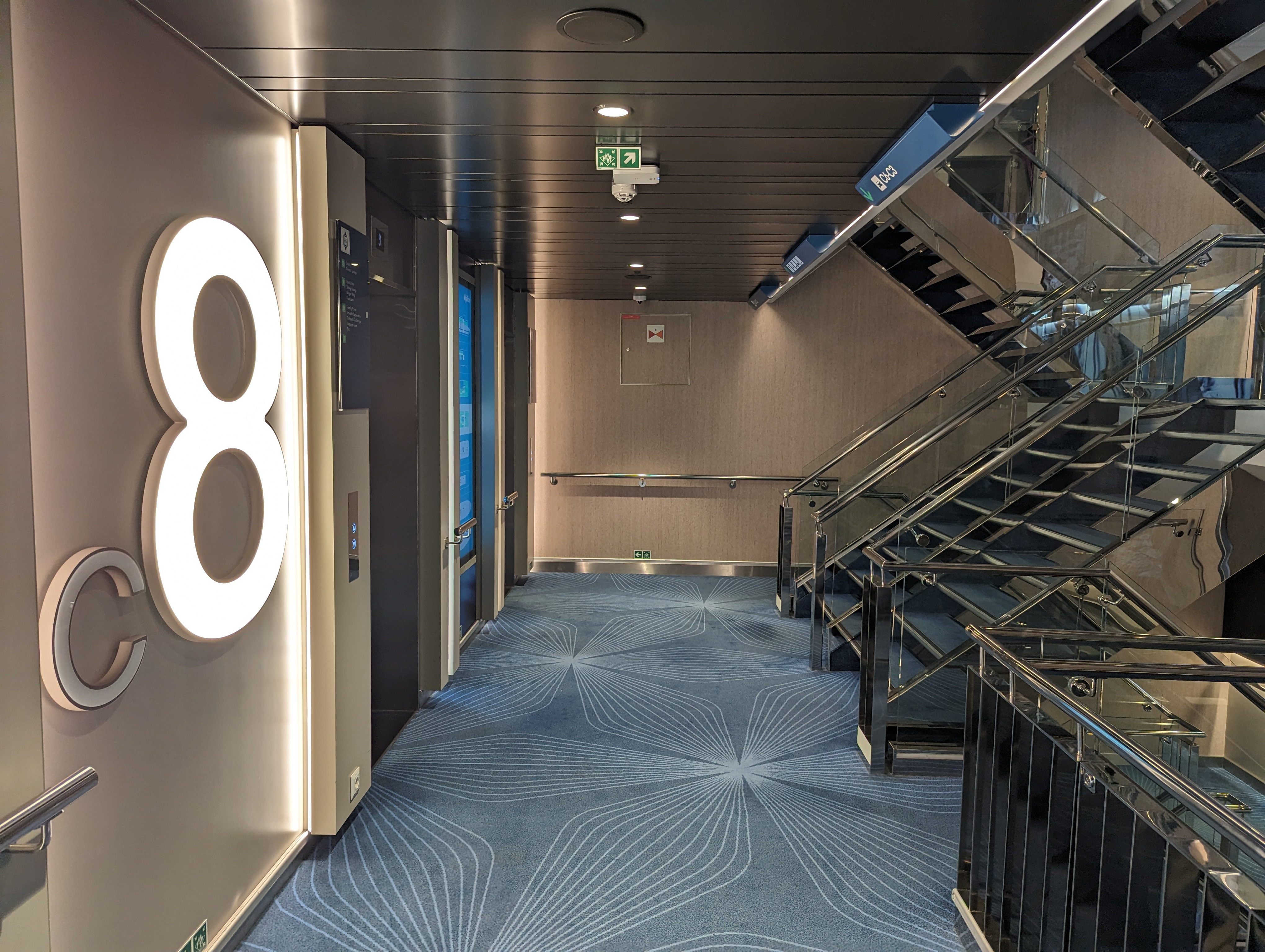
Trapphus
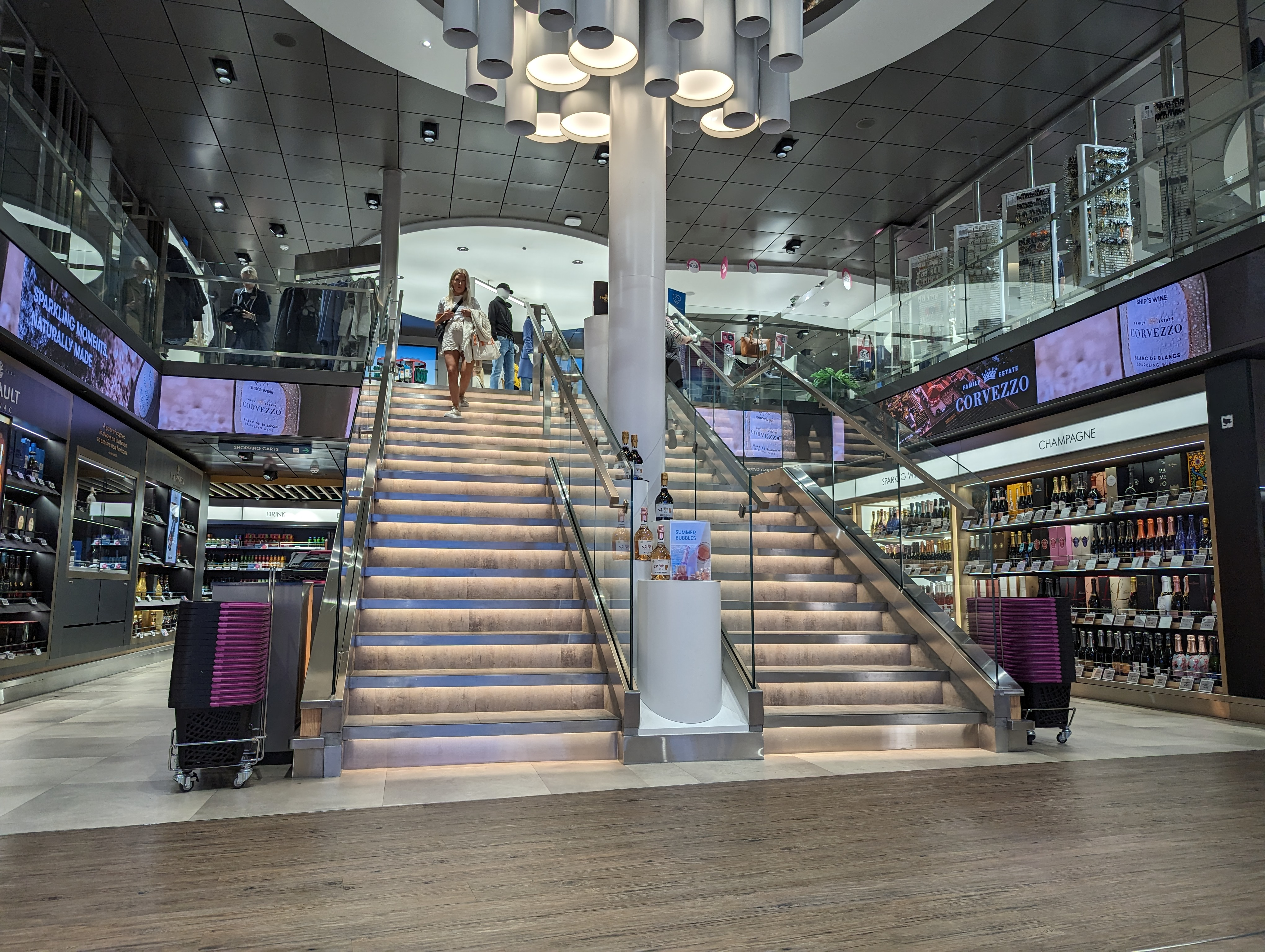
Butiken
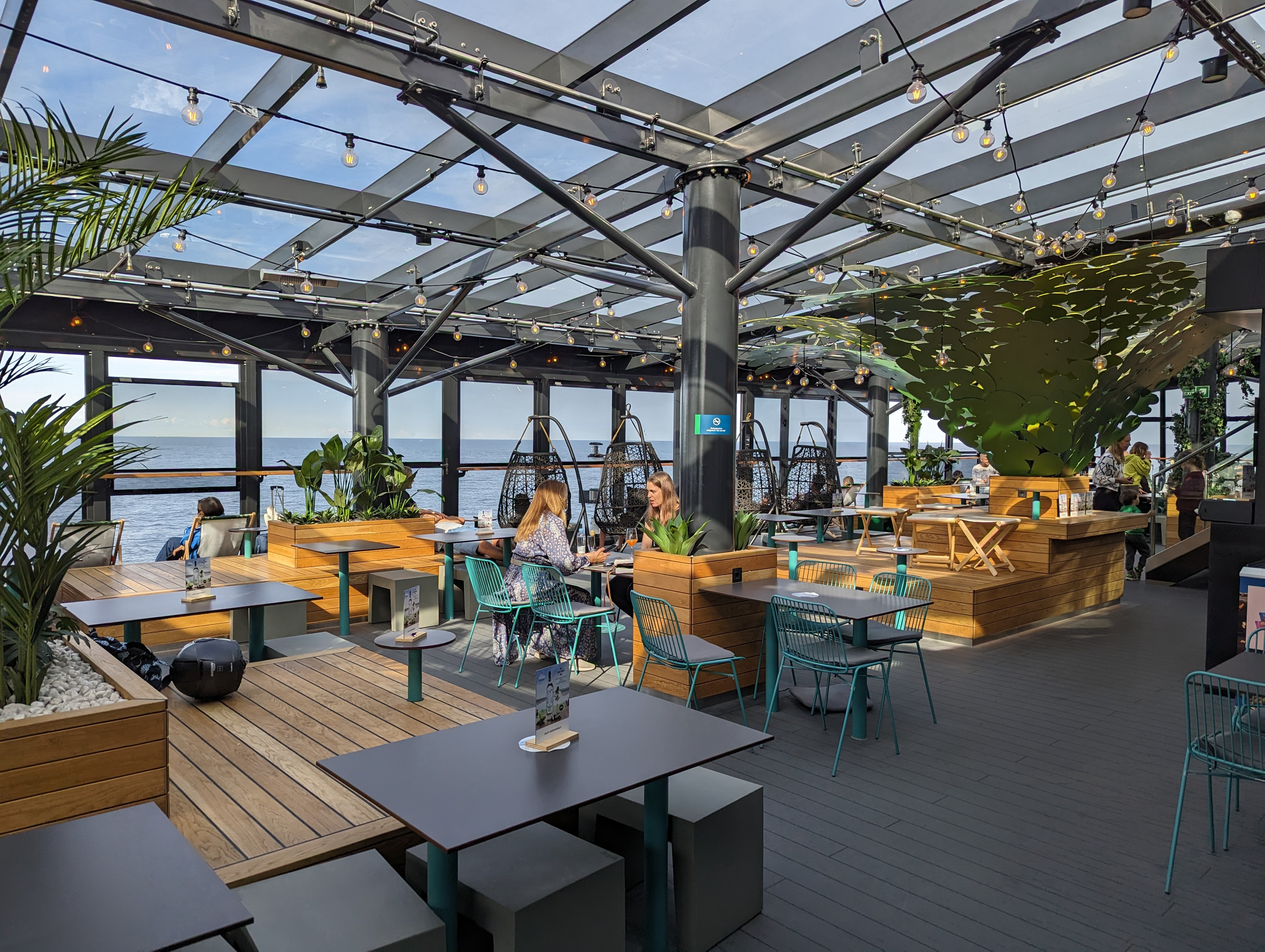
Garden
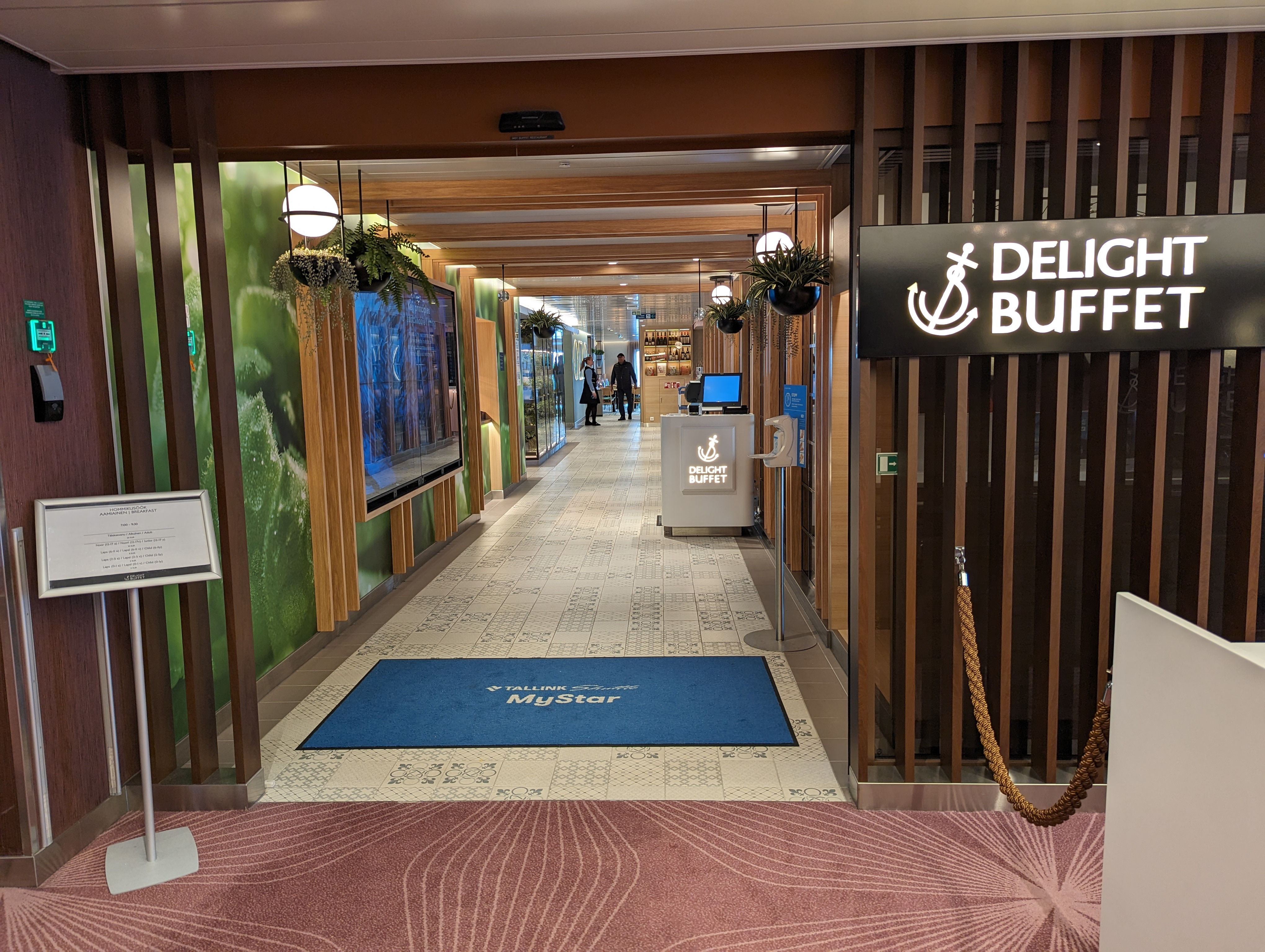
Buffé
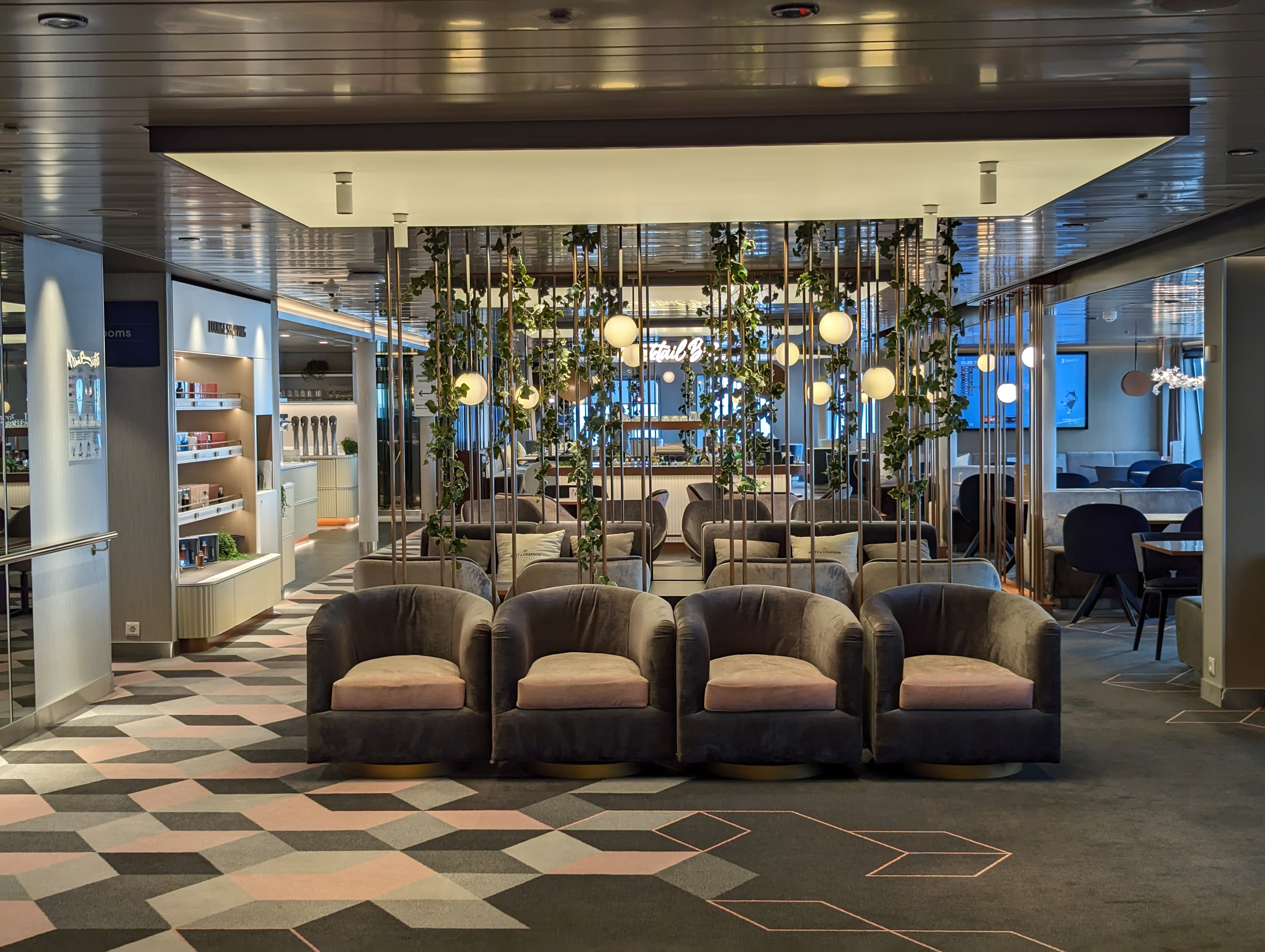
Business lounge
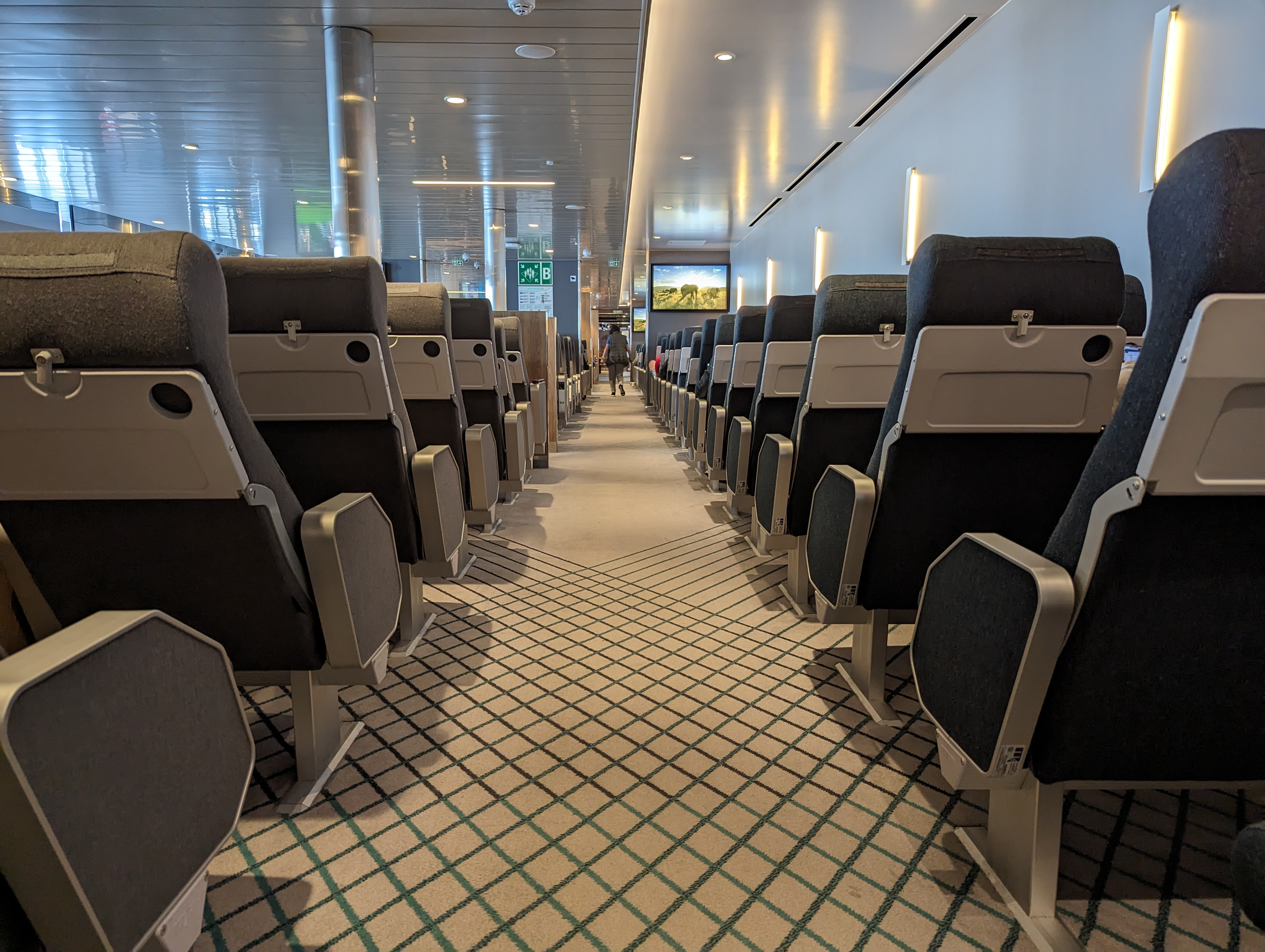
Sittsalong
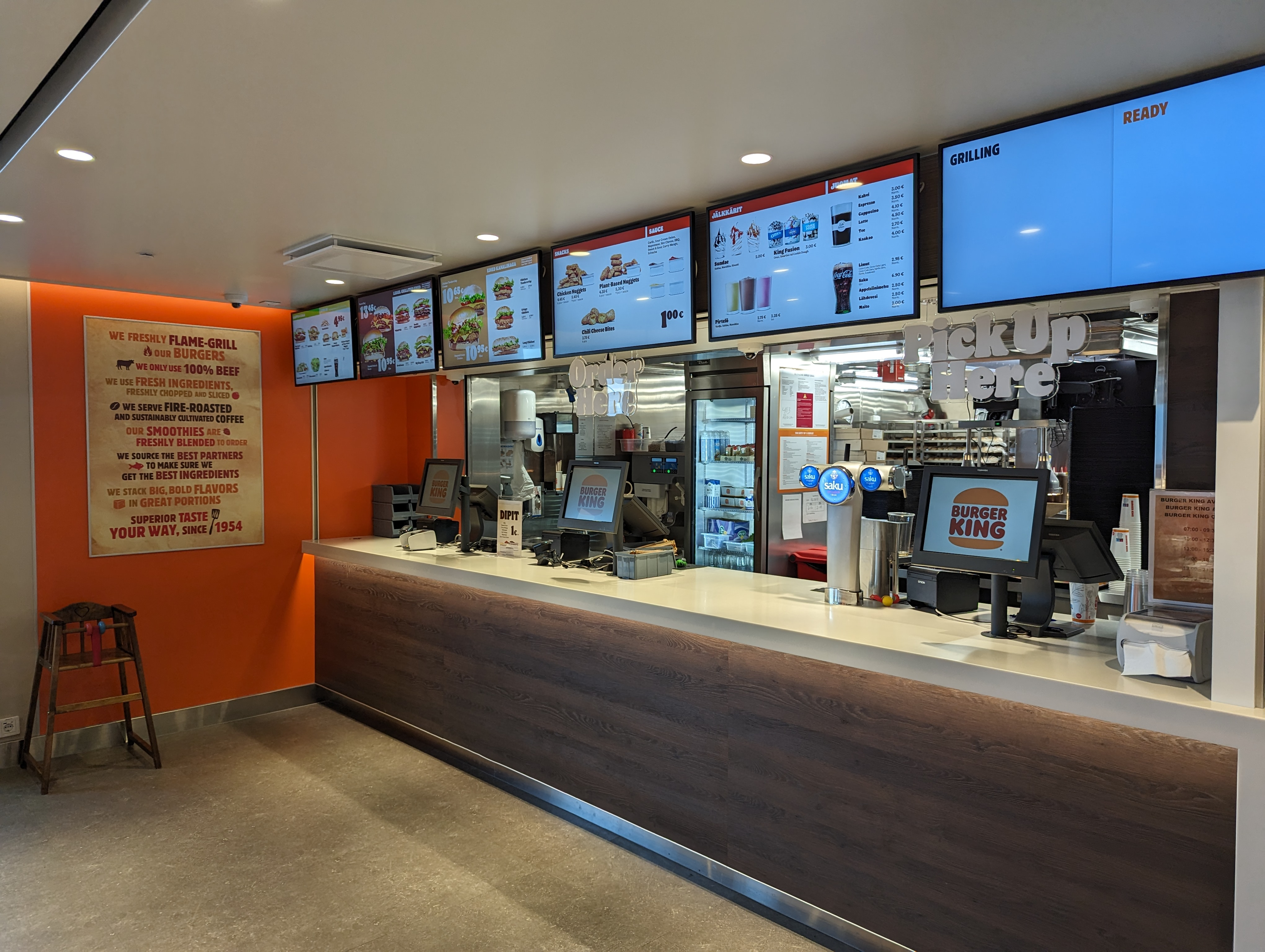
Burger King
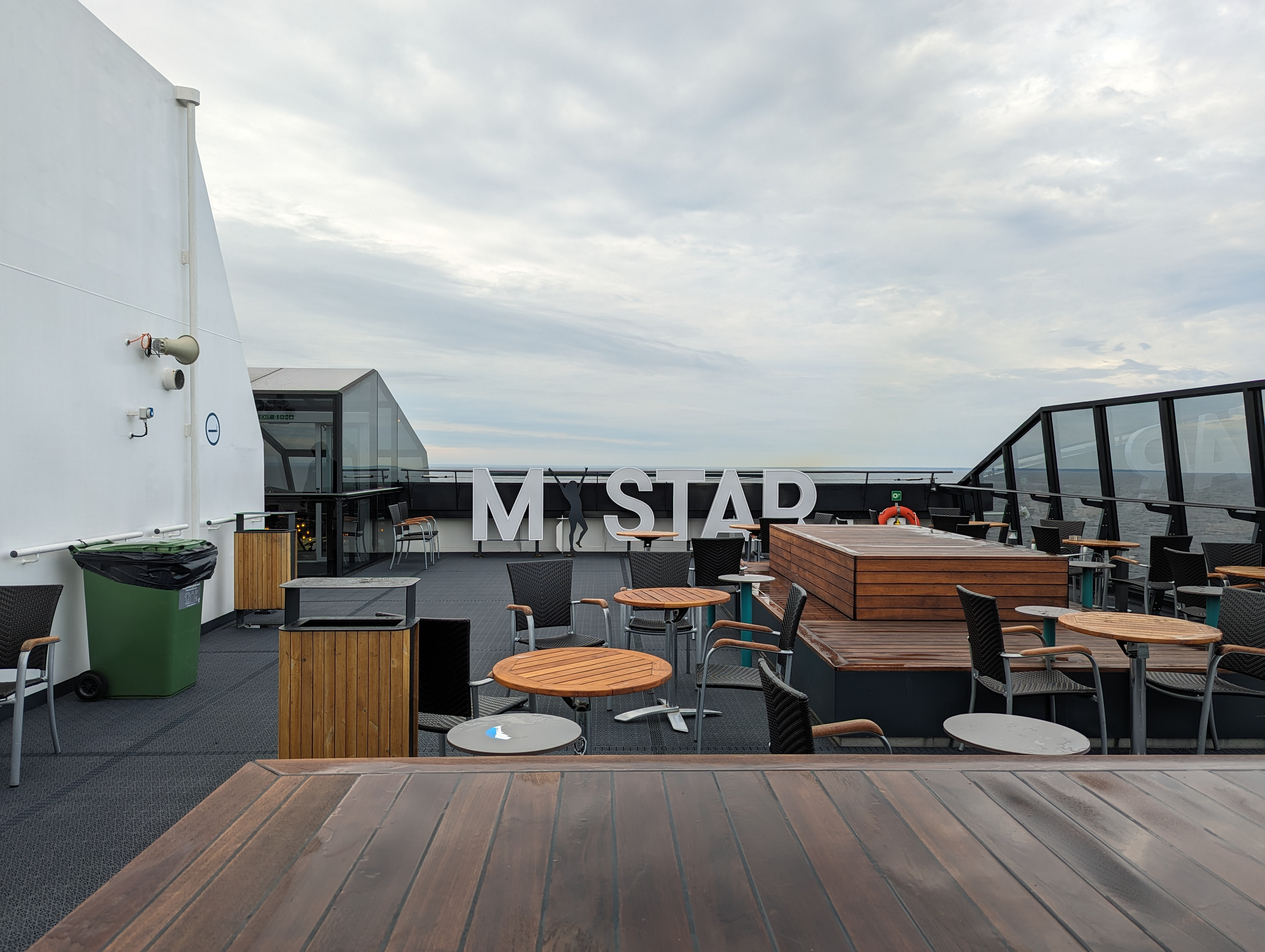
Soldäck
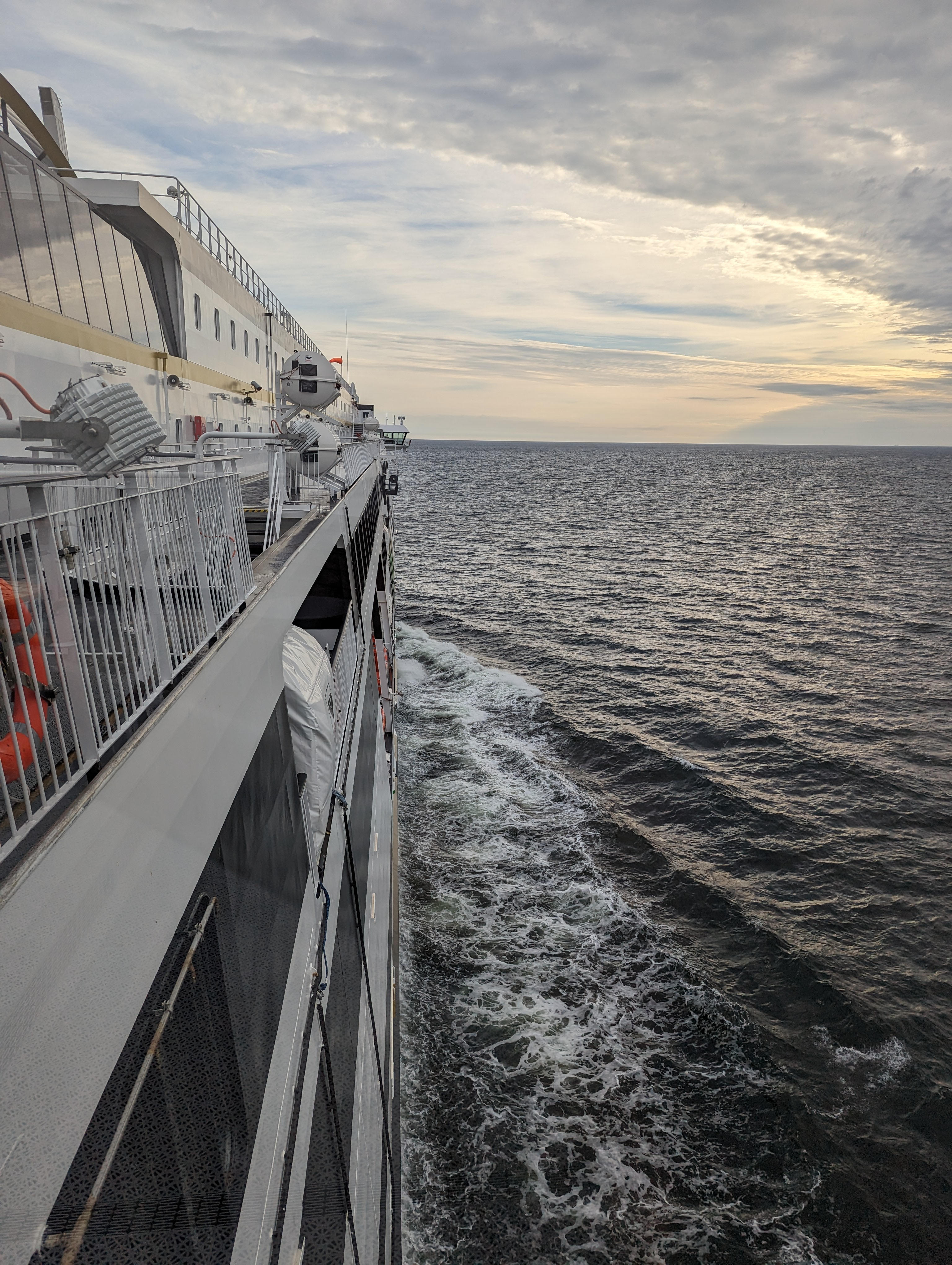
Överfart på Finska viken